# アイドルマスター シンデレラガールズ (アニメ)
『アイドルマスター シンデレラガールズ』（THE IDOLM@STER CINDERELLA GIRLS）は、A-1 Pictures制作の日本のアニメ。バンダイナムコエンターテインメントとCygamesが開発・運営する同名のソーシャルゲーム『アイドルマスター シンデレラガールズ』を原作としたアニメ化作品。2015年1月より同年4月まで1stシーズン全13話、同年7月から10月まで2ndシーズン全12話がTOKYO MXほかで放送され、特別編1話が映像ソフト限定で収録された。

## 概要
芸能事務所のプロデューサーとなって女性アイドルを育成するゲーム『THE IDOLM@STER』シリーズのテレビアニメ化作品としては、2007年の『アイドルマスター XENOGLOSSIA』、2011年の『THE IDOLM@STER』に次いでの第3作である。2013年11月28日に公開された2周年記念アニメーションPVと同じスタッフが制作している。
2014年4月5日に行われたライブイベント「THE IDOLM@STER CINDERELLA GIRLS 1stLIVE WONDERFUL M@GIC!!」1日目にてアニメ化決定が発表され、PVと第1弾キービジュアルが公開された。島村卯月・渋谷凛・本田未央らnew genertionsの3人を主人公かつメインキャラクターに据えて、大手の芸能プロダクションである346（みしろ=美城）プロダクションの「CINDERELLA PROJECT」（シンデレラプロジェクト）に彼女たちがスカウトされたところからアニメの物語は始まる。また、テレビアニメオリジナルキャラクターとしてプロデューサーが登場する。世界観はテレビアニメ版『THE IDOLM@STER』や劇場版『THE IDOLM@STER MOVIE 輝きの向こう側へ！』（および劇場版に登場する『アイドルマスター ミリオンライブ!』）と共有であり、劇場版の後の時系列であるが、765プロのアイドルを始め前作に出ていたキャラクターはほとんど登場しない。

## あらすじ

### 1st Season（第1話 - 第13話）
ある春の日、アイドル養成所に通う島村卯月は、以前に落選した346プロダクションの「シンデレラプロジェクト（CP）」オーディションに欠員が生じたため、繰り上げ合格が決定したことをプロデューサーから告げられる。時を同じくして、高校進学後に自分のやりたいことを決めかねていた渋谷凛は、プロデューサーの熱心なスカウト、卯月のアイドルにかける想いとその笑顔に触発されて心が動き、CPへの参加を決意する。346プロに入った2人は、再選考オーディションを勝ち抜いてきた本田未央を初めとするプロジェクトメンバーと出会い、宣材写真の撮影を行う。
卯月、凛、未央の3人は、撮影現場で知り合った先輩アイドルの城ヶ崎美嘉の要望によって、彼女のライブのバックダンサーとしてステージデビューを果たすことになる。開演前こそぎこちなかった3人だったが、本番では見事に役目を果たし、それによってCP初のユニットである新田美波・アナスタシアの「LOVE LAIKA」と同時に、「new generations」としてデビューが決定した。デビューイベントとなったミニライブは表面上は成功を収めたものの、プロデューサー直々にユニットリーダーに任命され気負いこんでいた未央達は、プロデューサーから何の説明も受けていなかったこともあり、華やかな美嘉のライブこそがライブ成功例としか認識出来ていなかったため、客入りが非常に悪い事を自分の責任であると痛感し、取り乱してしまう。プロデューサーはそこで適切なフォローをする所か、意図せずとどめを差すような暴言を吐いてしまい、それが追い打ちとなって、消沈した未央は346プロに顔を出さなくなり、プロデューサーの対応に失望した凛もレッスンを放棄する。かつての苦い経験から、アイドルと真っ向から向き合うことを避けていたプロデューサーだったが、これからの活動をなおも夢見る卯月の笑顔を見て奮起し、未央と凛からの信頼を取り戻す。未央と凛も身勝手な行動をしたことを卯月達に謝罪し、「new generations」は改めて活動を開始する。
季節は夏に移り、神崎蘭子の「Rosenburg Engel」、三村かな子・双葉杏・緒方智絵里の「CANDY ISLAND」、城ヶ崎莉嘉・諸星きらり・赤城みりあの「凸レーション」、前川みく・多田李衣菜の「*（アスタリスク）」と、残りのCPメンバーも紆余曲折を経ながらユニットデビューを果たしていく。そんな折に346プロアイドル部門の合同サマーフェスが開催されることとなり、CPの面々は合宿練習に励む。皆のまとめ役を任された美波の下で、さらに結束を深めたCPはフェスに臨むが、開演直後に美波が倒れるアクシデントが発生する。しかし、急遽美波の代役を務めた蘭子を始め、CPは見事な連携で場を繋ぎ、途中で発生した豪雨明けの閑散とした客席にも熱気を呼び戻した。合宿の課題だった全体曲も回復した美波を加えて無事に歌い上げ、フェスは大成功を収めた。

### 2nd Season（第14話 - 第25話）
サマーフェスから1か月が過ぎた頃、346グループ会長の娘で、米国の関連企業から戻ったばかりの美城常務がアイドル部門の統括重役として赴任する。成果が上がるまでの時間がかかりすぎている346プロの現状を問題視する常務は、全プロジェクトを解体して白紙に戻し、有望なアイドルを見定めて彼女らを中心に据える346ブランドの強化案を実行に移した。フェス後に順調に仕事を増やしてきたCPも影響を受け、プロジェクトルームも30階のオフィスから地階へと移ることになる。画一化されたアイドルの育成論を提唱する常務に対し、アイドル各人の個性の成長を重視するプロデューサーは対案として「シンデレラの舞踏会」企画を提示し、今期末（冬）までに一定の成果を出すことを条件に自由裁量権を得る。
強引な改革は346プロを徐々に変えていく。常務が有力なアイドルへの働きかけを続ける裏で、CPは「舞踏会」の為にさらなるスキルアップに励み、その過程で常務の路線に難色を示す他部署のアイドルをも巻き込んでいく。やがて常務は自ら選抜したアイドル達で構成される新企画「Project:Krone」を発表するが、そのメンバー候補の中にはアナスタシアと凛も含まれていた。アナスタシアは自身の成長のためにあえて参加を決意し、その意を受けたプロデューサーはCPの枠を越えてアイドル各人の将来を考え始める。一方、同じく「Krone」の活動に惹かれる「なにか」を感じた凛は卯月と未央に相談を持ちかける。未央は一度は「Krone」への参加に反発するが、凛が求めている「なにか」を自分なりに確かめるため、自分もソロ活動に挑戦。新しい挑戦の素晴らしさを身をもって理解し、それを卯月・凛を交えて実践する事で、凛の背中を押す事に成功する。
常務から各部署の査定会を兼ねるオータムフェスに参加を求められたプロデューサーは「Krone」との兼ね合いを考慮し、他部署からの応援を加えてCPを再編成する。フェスは大過なく終了し、新たな活動に手ごたえを感じるCPだったが、「舞踏会」企画が始まってから1人だけ新たな目標を見つけられずに苦悩していた卯月は調子を崩し、満足な仕事が出来なくなってしまう。逃げるように養成所に戻り、基礎レッスンを繰り返し続ける卯月を立ち直らせるため、プロデューサーは「new generations」のミニライブを企画し、凛と未央は卯月の元を訪ねてその本心を問いただそうとする。自分の長所を完全に見失い、アイドルとして輝けなくなる恐怖を吐露する卯月に対し、凛と未央はそれぞれの言葉で卯月を鼓舞する。久々に346プロに出社し、同僚達やプロデューサーと改めて向き合った卯月は迷いながらもステージに上がり、仲間とファンの声援に支えられて歌う中で、再び自らの輝きを追い求める決意を新たにする。
やがてCPのみならず、美嘉を初めとする346プロの人気アイドル達や、「Krone」も交えた一大イベント「シンデレラの舞踏会」が幕を開けた。ステージで輝くアイドル達を見守りつつ、プロデューサーと美城常務はそれぞれの信条を語り合い、お互いの手法に同意はせずとも、輝けるアイドルを育てる意思に違いはないことを確認する。「舞踏会」が終了してから暫く後、専務に昇進した美城常務の認可の元、プロデューサーはCPの第二期生の選抜を開始していた。事実上の解散を迎えた卯月らCP一期生は、かけがえのない仲間の存在を胸に、それぞれの仕事に笑顔で取り組んでいた。季節は春へと戻り、スプリングフェスの場で久々に集結したCP一期生「シンデレラガールズ」のライブ開幕を描きつつ、物語は幕を閉じる。

### 特別編（第26話）
第26話は特別編として位置づけられ、本編の間などにあったアイドルたちの日常を時系列に沿わず断片的に描いた、連続性のない短編集となっている。

## 制作
作品の作成の企画が持ち上がった最初のきっかけは、劇場アニメ『THE IDOLM@STER MOVIE 輝きの向こう側へ!』（2014年1月25日公開）の製作中に、当時バンダイナムコゲームスでアイドルマスターシリーズの総合ディレクターを務めていた石原章弘と、アニプレックスの鳥羽洋典とが話していることであった。しかし、その当時は原作の「アイドルマスター シンデレラガールズ」（以下「シンデレラ」、2011年11月28日サービス開始）の『ソーシャルゲーム』というゲームジャンル自体が発展途上であり、「これはゲームなのか」と疑問視されていた時代であった。そんな中、話をしてくうちに渋谷凛や双葉杏といった人気のあるアイドルが出てきたりと、シンデレラを取り巻く環境が変わり始め、「これなら新しい『アイドルマスター』が作れるのではないか」ということで企画が本格的にスタートした。
企画の初期段階で既にシリーズ構成は髙橋龍也が担当することが決まっており、その段階では内容もユーザーとの親和性を考え、ゆるいテイストの作品とする案もあった。しかし、視聴者に働きかけるものとするには「ドラマ」をやる必要があるとの考えで作品の方向性が決まり、そのような演出が得意で、2011年に放送されたテレビアニメ『アイドルマスター』と2014年に公開された同作の劇場版でも演出・シリーズ演出・絵コンテなどを担当していた高雄統子に監督を依頼することとなった。
前作「アイドルマスター」との違い
石原と鳥羽はシンデレラのアニメのテーマを「765プロ（アイドルマスターで舞台となった架空の芸能事務所）は❝みんな一緒❞だったが、今回は成長と変化の話にする」と考えた。高雄も「この子たちのある種の成長劇とかドラマを描きたいんだ」と共感し、テーマにも違いが生まれた。
物語のスタートも、765プロは「アイドルとしての心構えはあるが才能がまだ開花していない女の子」であるが、シンデレラは「アイドルに興味のない女の子」がいたりと、「765プロよりゼロに近い状態の女の子」がアイドルに「なる」所からスタートする点の違いもある。
登場アイドルの選定
最初はアニメ自体が1クールのみの放送予定だったため、登場するアイドルの数も少なく、new generationsをメインとしたストーリーになる予定だった。しかし、2クールの放送になったことによりキャラクターをもう少し増やしてほしいということになり、最終的には「キュート」属性からは島村卯月、前川みく、双葉杏、緒方智絵里、三村かな子、「クール」属性からは渋谷凛、多田李衣菜、神崎蘭子、アナスタシア、新田美波、「パッション」属性からは本田未央、赤城みりあ、諸星きらり、城ヶ崎莉嘉、城ヶ崎美嘉の15人がゲームの人気やメインの3人（卯月、凛、未央）に近い立場などを考慮して選ばれた。美嘉は結果的に他の部署の先輩という立ち位置になったが、主要メンバーの1人として制作サイドは認識している。
346プロダクション
765プロダクションの小さな芸能事務所と差別化するために、シンデレラでは大きな会社のアイドル部門にするところから設定作りが始まった。事務所の名前にはこれまでも765（ナムコ）プロ、876（バンナム）プロ、961（クロイ）プロとこれまでのシリーズでは数字を使ってきていたが、企画の時点ではこれ以上事務所名に数字を用いることは難しいのではないかとの意見もあった。しかし、数字にはこだわりたいと制作サイドの意思から、髙橋がシンデレラにかけて「046（オシロ）」や「346（ミシロ）」はどうかと提案。漢字はそれぞれ「御城」と「美城」と想定していたが、御城だとゲーム『御城プロジェクト』と混同されそうだということで『346（ミシロ・美城）プロダクション』と名称が決定された。またこの数字には、765と加算すると765+346=1111となり、みんなで1番、トップアイドルを目指すという意味もあり、さらに1が4つで「ワン・フォー・オール」というテーマも隠されている。
劇伴のコール
アニメの挿入歌として使われたものの中にはコールが入っているものもある。コールにはLindaAI-CUEなどのバンダイナムコの作家陣とアニメのスタッフ、声優学校の生徒が参加し、スタジオで収録した。第3話の「TOKIMEKIエスカレート」は収録の時に城ヶ崎美嘉役の佳村はるかがいたため、ラストの「T、O、K、I、M、E、K、I」の部分の振り付けをその場でやってもらいつつの録音となった。

### 演出
シリーズを通しての演出
本作の季節の変化は、第1話で冬から春、第3話から第7話で梅雨があり、第8話で夏になる。第14話から秋に入り、第21話から第24話にかけて冬に変わっていき、第25話で冬から春に、となっている。
シリーズを通して、「時計」が重要な役割を担っているが、本作のルールとして、「時計の針が動くのは1話につき1回まで」というのがある。時間経過の演出として時計を用いることがあっても、時計の針だけは動かさないようにしている。

第1話
冒頭、モノローグともライブのMCともつかないような語りの中、メインとなる卯月、凛、未央の初めての出会いが簡単に描かれ、その後「お願い！シンデレラ」がかかる。このシーンでは『シンデレラガールズ』のお題となる「現代が舞台となるシンデレラストーリーが始まる」ということを表現し、ライブのシーンでは、衣装をドレスのデザインとし、先輩アイドルに踊ってもらうことで、「シンデレラの象徴」を提示している。また、第1話は登場人物を卯月と凛、プロデューサーの3人に絞り、卯月と凛というアイドルに対する考え方の違う2人の女の子がプロデューサーという得体のしれない城からの使者を介した時にどのような振る舞いをするのかという「アイドルになる前」のストーリーが描かれている。そこでその話に入る前に、お願い！シンデレラの曲中にシンデレラプロジェクトのメンバーをアバンで登場させ、彼女たちのことも今後描いていくということを示し、観ている人に作品の世界観を知らせている。
第1話では先輩アイドルはポスターやビニルボードなどの媒体越しでしか登場しない。これは、卯月にとって「アイドル」が憧れの対象である、つまり、養成所に貼ってあるポスターやアイドルの募集のチラシは卯月にとってあこがれの世界への窓口となっているということを表現するために冒頭のシーンより徹底して行っている。
卯月が凛の実家の花屋に入っていくシーンでは凛の顔は隠されており、最後の見送りのシーンではじめて横顔が出る。この演出で、凛が卯月に興味を持っておらず、最後まで「なんか楽しそうにしてたな」くらいの感想で距離があるということを表現している。このシーンでは凛が卯月にアネモネの花（花言葉：「期待」「希望」）を進めているが、これは凛自身の中にも「期待」や「希望」を見出していることを予感させる表現にしている。
公園のシーンでは、プロデューサーを画面奥の遠い位置に置くことで、凛とプロデューサーの距離感を表現し、手前を元気に遊ぶ子供たちに横切らせることによって、ギクシャクしている凛と卯月との対比を表現した。そして、桜を画面に映すがこのシーンで卯月はすでに自分の「花」、つまり「明るさ」や「美しさ」を持っていて、アネモネは実は凛のための花だということが分かる。そして、影の中から光の中へ卯月が一歩先に出る。

第7話
全体として他の話より彩度をかなり落としている。
2日目になると雨が降り始め、1日目よりさらに状況が悪化していることが分かる。しびれを切らし始めた凛が卯月に電話をするシーンでは凛の眉毛を映さないようにカメラが置かれ、不安な表情をしているのだが、髪の毛の位置をずらしてまで隠している。そして、最後の頭を下げたタイミングでのみ眉毛が見え、凛の決意が固まったことを示唆。
最後の公演のシーンでは、第1話とポジショニングや構図、カットなのどを合わせている。第1話は「卯月と凛にとっての第1話」だったが、第7話の公園のシーンは「凛と未央にとっての第1話」になっている。
最後に、プロデューサーに丁寧口調を辞めさせるのは、アイドル達が呼び方や口調を変えられないのもプロデューサーの個性として受け止め、アイドル達がプロデューサーの考えが分かるようになるというのの現れ。シンデレラガールズは「人が変わっていく話」ではなく「相手の個性を理解したうえで、お互いの中に入っていく」というお話であるからこその演出だ。

第13話
第13話は絵コンテが高雄と林勇雄の連名で、Aパートを高雄が、Bパートからエピローグ前（美城常務の部屋の時計が動くカットまで）が林、エピローグが高雄と分担している。
エピローグでは、ガラスの靴を脱いで一人の女の子に戻った様子や、一人の女の子としての感想を話したりする様子を描くために、衣装もTシャツにして、足も裸足にしている。その中で、卯月が「アイドルみたいですね」と言う。これは、卯月の天然さを描く一方、14人のシンデレラプロジェクトの中で、卯月だけが少しずれていて、卯月にとっては第1話が始める前から、ずっと夢が続いていて、今もその夢の延長線上にいる。だからこそ、ふわっとしていて、危うい存在なんだということを表現し、このことが2nd seasonの第23話、第24話につながっていく。そんな卯月とは対照的に、凛と未央はライブで手応えを感じていて、だからこそ、凛と未央を中心としたアップの描写がある。

第24話
第23話からはこれまで1話1回ずつ動いている時計の針が12時を指してから一切動かなくなり、最終話まで動かない。シンデレラの舞踏会は時計の針が12時の鐘が鳴ったら終わってしまう。その後、アイドル達がどのように動くのかということを描くために止めた。時計の針が12時を越えても自分が思い続けていければ「シンデレラの時間」は続いていく。これは「女の子たちが、お城から提示された『鐘』という枠組みを乗り越えた後、どうしていくのかが大切だ」という高雄の考えに由来する。
第24話でも花のモチーフが出てきており、中庭に咲いている花は「プリムラ ポリアンサ」（花言葉：青春の輝きと痛み）で、乗り越えるべき痛みは必ずあるという意味で、季節的にも合うということで選ばれた。
卯月が凛と未央と合流した後の舞台裏で3人が座っているところのシーンは2nd seasonのオープニングのシーンと構図を用いたりと、第24話はこれまでの総ざらいのような話になっている。
卯月が最後に「S(mile)ING!」を歌うシーンも、卯月が完全に決心して歌ったわけではなく、卯月はこの先も戦っていかなくてはいけないし、歌っている最中も自分と戦っている。S(mile)ING!自体「明日を願おう」という歌詞の通り、「これからやっていこう」という歌というのもある。

## 登場人物

### 346（ミシロ）プロダクション
本作の舞台となる芸能プロダクション。映画製作配給会社を前身とする老舗プロダクションであり、社内に撮影設備やトレーニングルームなどを有するなどその規模は765プロを遥かに凌ぐ。所属する芸能人を売り出すのみならず、映像コンテンツの企画立ち上げも行っているなど、その活動の幅も広い。アイドル部門は本編開始2年前に発足し、CINDERELLA PROJECTを始め複数の企画が存在している。

#### CINDERELLA PROJECT（シンデレラプロジェクト）
346プロのアイドル部門が立ち上げた新企画「女の子の輝く夢を叶えるためのプロジェクト」。スカウトやオーディションで発掘したアイドルの卵たちを幅広いジャンルで活躍できるアイドルに育て上げることを目標とする。 
なお、各ユニットの頭文字（CANDY ISLAND、new generations、Decoration、Rosenburg Engel、LOVE LAIKA、Asterisk）を組み合わせると、「CINDERELLA」となる。
new generations（ニュージェネレーションズ）
第4話で結成が発表され、第6話でデビューしたユニット。リーダーは本田未央。
島村 卯月（しまむら うづき）
声 - 大橋彩香
渋谷 凛（しぶや りん）
声 - 福原綾香
本田 未央（ほんだ みお）
声 - 原紗友里
LOVE LAIKA（ラブライカ）
第6話でnew generationsと同時にデビューしたユニット。第13話では体調を崩した新田美波の代役を神崎蘭子が務めた（が、正式な加入ではない）。
新田 美波（にった みなみ）
声 - 洲崎綾
アナスタシア
声 - 上坂すみれ
Rosenburg Engel（ローゼンブルクエンゲル）
第8話でデビューしたソロユニット。第21話で白坂小梅が合流し、「Rosenburg Alptraum（ローゼンブルクアルプトラウム）」に発展する。
神崎 蘭子（かんざき らんこ）
声 - 内田真礼
CANDY ISLAND（キャンディアイランド）
第9話でデビューしたユニット。
三村 かな子（みむら かなこ）
声 - 大坪由佳
双葉 杏（ふたば あんず）
声 - 五十嵐裕美
緒方 智絵里（おがた ちえり）
声 - 大空直美
凸レーション（デコレーション）
第10話でデビューしたユニット。
城ヶ崎 莉嘉（じょうがさき りか）
声 - 山本希望
諸星 きらり（もろぼし きらり）
声 - 松嵜麗
赤城 みりあ（あかぎ みりあ）
声 - 黒沢ともよ
*(Asterisk)（アスタリスク）
第11話でデビューしたユニット。第19話で木村夏樹と安部菜々が合流し、「*(Asterisk) with なつなな」に発展する。
前川 みく（まえかわ みく）
声 - 高森奈津美
多田 李衣菜（ただ りいな）
声 - 青木瑠璃子

#### Project:Krone（プロジェクトクローネ）
第20話より美城常務が立ち上げた新プロジェクト。常務によって346プロダクションのブランドイメージを確立させるに足ると見込まれたアイドルたちを中心にしており、様々な部署からの選抜メンバーで構成されている。 
速水 奏（はやみ かなで）
声 - 飯田友子
塩見 周子（しおみ しゅうこ）
声 - ルゥティン
宮本 フレデリカ（みやもと ふれでりか）
声 - 髙野麻美
鷺沢 文香（さぎざわ ふみか）
声 - M・A・O
大槻 唯（おおつき ゆい）
声 - 山下七海
橘 ありす（たちばな ありす）
声 - 佐藤亜美菜
アナスタシア
Triad Primus（トライアドプリムス）
渋谷 凛
神谷 奈緒（かみや なお）
声 - 松井恵理子
北条 加蓮（ほうじょう かれん）
声 - 渕上舞

#### その他のアイドル
城ヶ崎 美嘉（じょうがさき みか）
声 - 佳村はるか
高垣 楓（たかがき かえで）
声 - 早見沙織
川島 瑞樹（かわしま みずき）
声 - 東山奈央
佐久間 まゆ（さくま まゆ）
声 - 牧野由依
日野 茜（ひの あかね）
声 - 赤﨑千夏
十時 愛梨（ととき あいり）
声 - 原田ひとみ
小日向 美穂（こひなた みほ）
声 - 津田美波
輿水 幸子（こしみず さちこ）
声 - 竹達彩奈
白坂 小梅（しらさか こうめ）
声 - 桜咲千依
安部 菜々（あべ なな）
声 - 三宅麻理恵
小早川 紗枝（こばやかわ さえ）
声 - 立花理香
佐々木 千枝（ささき ちえ）
声 - 今井麻夏
上条 春菜（かみじょう はるな）
声 - 長島光那
堀 裕子（ほり ゆうこ）
声 - 鈴木絵理
及川 雫（おいかわ しずく）
声 - のぐちゆり
片桐 早苗（かたぎり さなえ）
声 - 和氣あず未
大和 亜季（やまと あき）
声 - 村中知
高森 藍子（たかもり あいこ）
声 - 金子有希
星 輝子（ほし しょうこ）
声 - 松田颯水
姫川 友紀（ひめかわ ゆき）
声 - 杜野まこ
水本 ゆかり（みずもと ゆかり）
声 - 藤田茜
中野 有香（なかの ゆか）
声 - 下地紫野
椎名 法子（しいな のりこ）
声 - 都丸ちよ
藤本 里奈（ふじもと りな）
声 - 金子真由美
木村 夏樹（きむら なつき）
声 - 安野希世乃
道明寺 歌鈴（どうみょうじ かりん）
声 - 新田ひより
市原 仁奈（いちはら にな）
声 - 久野美咲
上田 鈴帆（うえだ すずほ）
声 - 春野ななみ
浜口 あやめ（はまぐち あやめ）
声 - 田澤茉純
脇山 珠美（わきやま たまみ）
声 - 嘉山未紗
難波 笑美（なんば えみ）
声 - 伊達朱里紗
龍崎 薫（りゅうざき かおる）
声 - 春瀬なつみ
櫻井 桃華（さくらい ももか）
声 - 照井春佳
松永 涼（まつなが りょう）
声 - 千菅春香
相葉 夕美（あいば ゆみ）
声 - 木村珠莉
その他、セリフがないアイドルが多数登場する。

#### 社員
プロデューサー
声 - 武内駿輔
346プロのプロデューサーのひとりで、原作ゲームのプレイヤーキャラクターに該当する役回りの男性。CINDERELLA PROJECT担当。原作ゲームでは定まった名前を持たず、プレイヤーが自由に名前を設定することができた人物で、本作でも本名が明かされない。本作の視聴者からは、アニメ版で役を演じた声優の名から(「アイドルマスター シンデレラガールズ(Mobageのゲーム版)やアイドルマスター シンデレラガールズ スターライトステージおよび漫画版シンデレラガールズ劇場におけるプロデューサー」=「プレイヤー」と区別するために)武内P（たけうちプロデューサー）という非公式な通称で呼ばれることもある。
千川 ちひろ（せんかわ ちひろ）
声 - 佐藤利奈
346プロの社員。
ベテラントレーナー
声 - 藤村歩
346プロ所属のトレーナー。主にダンスレッスンを担当。
トレーナー
声 - 藤村歩
346プロ所属のトレーナー。主にボーカルレッスンを担当。
ルーキートレーナー
声 - 藤村歩
346プロ所属のトレーナー。
マスタートレーナー
声 - 藤村歩
346プロ所属のトレーナー。
今西部長（いまにしぶちょう）
声 - 小松史法
346プロダクションの部長。
美城常務（みしろじょうむ）
声 - 田中敦子
2ndシーズンからの登場。346プロの常務で、1stシーズンでは海外出張中だった。帰国早々、進行中のアイドルプロジェクトの白紙化を宣言する。

### その他
善澤記者（よしざわきしゃ）
声 - 星野充昭
唯一前作から続けて登場したキャラクター。
ぴにゃこら太（ぴにゃこらた）
声 - 大橋彩香
養成所の講師
声 - 白石涼子
346プロに所属する前に卯月が所属していたアイドル養成所「東京アートスクール」の講師。第1話と第23話に登場。
『NO MAKE』第1話では卯月が憧れのアイドルになれたことを涙ぐんで喜んでいた。第25話にも登場（ノンクレジット）。
凛の母
声 - 大地葉
凛の父
声 - 祐仙勇
卯月の母
声 - 松嵜麗
菜々の母
声 - 福原綾香
みりあの母
声 - 森千晃
江戸切子職人
声 - 金光宣明
長田敬太
声 - 利根健太朗
立花健司
声 - 下崎紘史

## スタッフ
- 原作 - バンダイナムコエンターテインメント（1期12話まではバンダイナムコゲームス名義）
- 監督 - 高雄統子
- 助監督 - 原田孝宏、鈴木健太郎、益山亮司
- シリーズ構成 - 高雄統子、髙橋龍也
- アニメーションキャラクター原案 - 杏仁豆腐
- キャラクターデザイン - 松尾祐輔
- デザインワークス - 赤井俊文、田中裕介、山田有慶、河野恵美、川妻智美、植村淳、黒沢守、渡邉八恵子、シワスタカシ・杉山和隆・杉薗朗子・福地友樹・米澤彩織（全員第14話 - ）
- 美術監督 - 杉浦美穂
- 美術設定 - 藤井一志
- 色彩設計 - 村上智美
- 撮影監督 - 佐久間悠也
- 3Dディレクター - 後藤優一
- 編集 - 三嶋章紀
- 音響監督 - 藤田亜紀子
- 音楽 - 田中秀和
- 音楽プロデューサー - 柏谷智浩、内田哲也
- 音楽制作 - 日本コロムビア
- プロデューサー - 鳥羽洋典、番正絵里子、柏谷智浩、彌富健一
- アニメーションプロデューサー - 福島祐一
- 制作プロデューサー - 清水暁
- 制作 - A-1 Pictures
- 制作協力 - バンダイナムコスタジオ、Cygames
- 製作 - バンダイナムコエンターテインメント、アニプレックス、日本コロムビア、アニメコンソーシアムジャパン

## 主題歌・挿入歌
オープニングテーマは本作が初出の曲が用いられた。エンディングテーマは第12話と第24話以外は本作が初出の曲となっており、挿入歌は初出の曲に加え過去に発表された関連CDの楽曲が数多く用いられている。
OP未使用回のエピソード（第7話、第13話、第24話、第25話）ではロゴではなく、黒背景に白文字で「THE IDOLM@STER CINDERELLA GIRLS」表記のタイトルが用いられた。
オープニングテーマ
「Star!!」（第2話 - 第6話、第8話 - 第12話・第14話）
作詞 - 森由里子 / 作曲・編曲 - 田中秀和 / 歌 - CINDERELLA PROJECT
1st SeasonのOPテーマ。
「Shine!!」（第15話 - 第23話、第26話）
作詞 - 森由里子 / 作曲・編曲 - 滝澤俊輔 / 歌 - CINDERELLA PROJECT
2nd SeasonのOPテーマ。第25話はフルコーラスでEDテーマとして使用された。
エンディングテーマ
「メッセージ」（第1話）
作詞 - 遠藤フビト / 作曲・編曲 - 滝澤俊輔 / 歌 - new generations
「夕映えプレゼント」（第2話 - 第5話、第7話、第13話）
作詞 - 遠藤フビト / 作曲 - BNSI（Yoshi） / 編曲 - BNSI（Yoshi）、滝澤俊輔 / 歌 - CINDERELLA PROJECT
「Star!!（Piano Instrumental Version）」（第6話）
作曲・編曲 - 田中秀和
本アニメのエンディングテーマでは唯一、オフボーカル曲となっている。
「-LEGNE- 仇なす剣 光の旋律」（第8話）
作詞 - BNSI (東ノ獄彩) / 作曲 - 隠田遼平 / 編曲 - TAKT (TRYTONELABO) / 歌 - Rosenburg Engel
本アニメのエンディングテーマでは、1曲目のソロナンバー曲。
「Happy×2 Days」（第9話）
作詞・作曲 - 木村有希 / 編曲 - 岡野裕次郎 / 歌 - CANDY ISLAND
「LET'S GO HAPPY!!」（第10話）
作詞 - 夕野ヨシミ（IOSYS） / 作曲・編曲 - ARM / 歌 - 凸レーション
「ØωØver!!」（第11話）
作詞 - 前川みく（高森奈津美）・多田李衣菜（青木瑠璃子） / 作曲 - 小野貴光 / 編曲 - 玉木千尋 / 歌 - * (Asterisk)
「Nation Blue」（第12話）
作詞・作曲・編曲 - 遠山明孝 / 歌 - 渋谷凛（福原綾香）、アナスタシア（上坂すみれ）、神崎蘭子（内田真礼）、多田李衣菜（青木瑠璃子）、新田美波（洲崎綾）
初出、収録はTHE IDOLM@STER CINDERELLA MASTER Cool jewelries! 001。
「夢色ハーモニー」（第14話 - 第16話、第20話 - 第22話、第26話）
作詞 - 遠藤フビト / 作曲 - BNSI（内田哲也） / 編曲 - 滝澤俊輔 / 歌 - CINDERELLA PROJECT
「私色ギフト」（第17話）
作詞 - 朝倉路 / 作曲・編曲 - 渡部チェル / 歌 - 凸レーション with 城ヶ崎美嘉（佳村はるか）
「Heart Voice」（第18話）
作詞 - 磯谷佳江 / 作曲 - 小野貴光  / 編曲 - 玉木千尋 / 歌 - CANDY ISLAND with 輿水幸子（竹達彩奈）
「Wonder goes on!!」（第19話）
作詞 - 磯谷佳江 / 作曲 - 小野貴光  / 編曲 - 玉木千尋 / 歌 - * (Asterisk) with なつなな
「心もよう」（第23話）
作詞 - 遠藤フビト / 作曲・編曲 - 滝澤俊輔 / 歌 - new generations
「S(mile)ING!」（第24話）
作詞 - BNSI（八城雄太） / 作曲・編曲 - BNSI（Yoshi） / 歌 - 島村卯月（大橋彩香）
初出、収録はTHE IDOLM@STER CINDERELLA MASTER 010 島村卯月で、本アニメのエンディングテーマでは、2曲目のソロナンバー曲。
24話はライブと同じ手持ちマイクで新録し、そちらはTHE IDOLM@STER CINDERELLA GIRLS ANIMATION PROJECT#2nd Season 07 M@GIC☆にS(mile)ING! -LIVE MIX-に収録されている。
「Shine!!」（第25話）
作詞 - 森由里子 / 作曲・編曲 - 滝澤俊輔 / 歌 - CINDERELLA PROJECT

挿入歌
「お願い！シンデレラ」（第1話）
作詞 - marhy / 作曲・編曲 - BNSI（内田哲也） / 歌 - 高垣楓（早見沙織）、城ヶ崎美嘉（佳村はるか）、小日向美穂（津田美波）、十時愛梨（原田ひとみ）、川島瑞樹（東山奈央）、日野茜（赤﨑千夏）、輿水幸子（竹達彩奈）、佐久間まゆ（牧野由依）、白坂小梅（桜咲千依）
「輝く世界の魔法」（第2話）
作詞 - yura / 作曲 - 小西裕子 / 編曲 - 原田ナオ / 歌 - new generations
初出、収録はTHE IDOLM@STER CINDERELLA MASTER 輝く世界の魔法で、new generations Verとなっている。
「TOKIMEKIエスカレート」（第3話）
作詞 - marhy / 作曲・編曲 - NBSI（内田哲也） / 歌 - 城ヶ崎美嘉（佳村はるか）
初出、収録はTHE IDOLM@STER CINDERELLA MASTER 009 城ヶ崎美嘉。
「Memories」（第6話、第13話）
作詞 - 貝田由里子 / 作曲 - ESTi / 編曲 - ESTi、BNSI (kyo)
歌（第6話） - LOVE LAIKA
歌（第13話） - アナスタシア（上坂すみれ）、神崎蘭子（内田真礼）
「できたてEvo! Revo! Generation!」（第6話、第13話、第19話）
作詞 - 三重野瞳 / 作曲・編曲 - BNSI (kyo)
歌（第6・13話） - new generations
歌（第19話） - Triad Primus
「アタシポンコツアンドロイド」（第9話）
作詞・作曲・編曲 - ササキトモコ / 歌 - CANDY ISLAND
初出、収録はTHE IDOLM@STER CINDERELLA MASTER Cute jewelries! 001。
「Orange Sapphire」（第10話）
作詞 - Funta3 / 作曲・編曲 - Funta7 / 歌 - 凸レーション
初出、収録はTHE IDOLM@STER CINDERELLA MASTER Passion jewelries! 001。
「We're the friends!」（第11話）
作詞 - 森由里子 / 作曲・編曲 - 藤末樹 / 歌 - * (Asterisk)
初出、収録はTHE IDOLM@STER CINDERELLA MASTER We're the friends!。
「ススメ☆オトメ 〜jewel parade〜」（第12話）
作詞 - 森由里子 / 作曲・編曲 - 田中秀和 / 歌 - CINDERELLA PROJECT
「GOIN'!!!」（第13話、第22話）
作詞 - 森由里子 / 作曲 - 宮崎まゆ / 編曲 - 宮崎誠
歌（第13話） - CINDERELLA PROJECT
歌（第22話） - 赤城みりあ（黒沢ともよ）、安部菜々（三宅麻理恵）、緒方智絵里（大空直美）、神崎蘭子（内田真礼）、木村夏樹（安野希世乃）、城ヶ崎莉嘉（山本希望）、白坂小梅（桜咲千依）、多田李衣菜（青木瑠璃子）、新田美波（洲崎綾）、双葉杏（五十嵐裕美）、前川みく（高森奈津美）、三村かな子（大坪由佳）、諸星きらり（松嵜麗）
「こいかぜ」（第15話）
作詞 - 貝田由里子 / 作曲・編曲 - BNSI (椎名豪) / 歌 - 高垣楓（早見沙織）
初出、収録はTHE IDOLM@STER CINDERELLA MASTER 004 高垣楓。
「メルヘンデビュー」（第16話）
作詞 - 夕野ヨシミ(IOSYS) / 作曲・編曲 - ARM（IOSYS） / 歌 - 安部菜々（三宅麻理恵）
初出、収録はTHE IDOLM@STER CINDERELLA MASTER 018 安部菜々。
「Rockin' Emotion」（第19話）
作詞 - 磯谷佳江 / 作曲 - 小野貴光  / 編曲 - 玉木千尋 / 歌 - 木村夏樹（安野希世乃）
「ØωØver!!-Heart Beat Version-」（第19話）
作詞：前川みく（高森奈津美）・多田李衣菜（青木瑠璃子） / 作曲：小野貴光 / 編曲：玉木千尋 / ギター演奏：IMAJO(PSYCHIC LOVER) / 歌：* (Asterisk)
「この空の下」（第20話）　
作詞：Funta3 / 作曲・編曲：Funta7 / 歌：LOVE LAIKA with Rosenburg Engel
「つぼみ」（第21話）
作詞 - 桜アス恵 / 作曲 - 滝澤俊輔（TRYTONELABO） / 歌 - 本田未央（原紗友里）
「Hotel Moonside」（第22話）
作詞・作曲・編曲 - BNSI / 歌 - 速水奏（飯田友子）
初出、収録はTHE IDOLM@STER CINDERELLA MASTER 034 速水奏。
「Nebula Sky」（第22話）
作詞・作曲・編曲 - AJURIKA / 歌 - アナスタシア（上坂すみれ）
「華蕾夢ミル狂詩曲～魂ノ導」（第22話）
作詞・作曲・編曲 - BNSI / 歌 - Rosenburg Alptraum
「ヴィーナスシンドローム」（第22話）
作詞 - 古屋誠 / 作曲・編曲 - BNSI / 歌 - 新田美波（洲崎綾）
初出、収録はTHE IDOLM@STER CINDERELLA MASTER 019 新田美波。
「Wonder goes on!!」（第22話）
作詞 - 磯谷佳江 / 作曲 - 小野貴光  / 編曲 - 玉木千尋 / 歌 - * (Asterisk) with なつなな
「私色ギフト」（第22話）
作詞 - 朝倉路 / 作曲・編曲 - 渡部チェル / 歌 - 凸レーション
「Heart Voice」（第22話）
作詞 - 磯谷佳江 / 作曲 - 小野貴光  / 編曲 - 玉木千尋 / 歌 - CANDY ISLAND
「Trancing Pulse」（第22話）
作詞 - AJURIKA / 作曲 - 上松範康 / 編曲 - 藤永龍太郎 / 歌 - Triad Primus
「流れ星キセキ」（第25話）
作詞 - 小金井つくも / 作曲・編曲 - 渡部チェル / 歌 - new generations
「M@GIC☆」（第25話）
作詞 - 森由里子 / 作曲・編曲 - 田中秀和 / 歌 - CINDERELLA PROJECT
「Absolute NIne」（第26話）
作詞・作曲・編曲：hisakuni / 歌 - new generations

## 各話リスト
| 話数                        | サブタイトル                                 | 脚本              | 絵コンテ                    | 演出                                                   | 作画監督 | 総作画監督                 |
| 1stシーズン                 | 1stシーズン                                  | 1stシーズン       | 1stシーズン                 | 1stシーズン                                            | 1stシーズン | 1stシーズン                |
| --------------------------- | -------------------------------------------- | ----------------- | --------------------------- | ------------------------------------------------------ | --- | -------------------------- |
| 第1話                       | Who is in the pumpkin carriage?              | 髙橋龍也          | 高雄統子                    | 原田孝宏 矢嶋武                                        | 松尾祐輔 | -                          |
| 第2話                       | I never seen such a beautiful castle         | 髙橋龍也          | 舛成孝二                    | 間島崇寛                                               | 田中裕介、山田有慶                                                                                                   | -                          |
| 第3話                       | A ball is resplendent, enjoyable, and...     | 髙橋龍也          | 鈴木健太郎                  | 鈴木健太郎                                             | 河野恵美 | -                          |
| 第4話                       | Everyday life, really full of joy!           | 永井千晶          | 赤井俊文                    | 赤井俊文                                               | 赤井俊文 | -                          |
| 第5話                       | I don't want to become a wallflower          | 綾奈ゆにこ        | 黒沢守                      | 渡部周                                                 | 中野彰子、板倉喜代美 大森理恵、菊池政芳 浦島美紀、荒木裕 海保仁美、北島勇樹 山崎輝彦、藤田真弓                       | 山田有慶 田中裕介 河野恵美 |
| 第6話                       | Finally, our day has come!                   | 土屋理敬          | 長町英樹                    | 長町英樹                                               | 長町英樹 | 長町英樹                   |
| 第7話                       | I wonder where I find the light I shine...   | 高橋龍也          | 高雄統子                    | 原田孝宏                                               | 嶋田和晃 | 松尾祐輔                   |
| 第8話                       | I want you to know my hidden heart.          | 高橋龍也          | 岡本学                      | 岡本学                                                 | 川妻智美、谷川亮介                                                                                                   | 田中裕介 山田有慶          |
| 第9話                       | “Sweet” is a magical word to make you happy! | 永井千晶          | 舛成孝二                    | 土屋浩幸                                               | 河野恵美、長町英樹 柳田幸平、田中裕介 嶋田和晃、岡田豊広 山田有慶、水澤智可                                          | 松尾祐輔 嶋田和晃          |
| 第10話                      | Our world is full of joy!!                   | 綾奈ゆにこ        | 益山亮司                    | 益山亮司                                               | 森川侑紀、福地友樹                                                                                                   | 松尾祐輔 田中裕介 山田有慶 |
| 第11話                      | Can you hear my voice from the heart?        | 土屋理敬          | 鈴木健太郎                  | 赤井俊文                                               | 古橋聡 | 赤井俊文 松尾祐輔          |
| 第12話                      | The magic needed for a flower to bloom.      | 雑破業            | 神戸守                      | 荒井省吾                                               | 木宮亮介、池田有 井元一彰、奈須一裕                                                                                  | 田中裕介                   |
| 第13話                      | It's about time to become Cinderella girls!  | 綾奈ゆにこ        | 高雄統子 林勇雄             | 鈴木健太郎、林勇雄 高雄統子                            | 嶋田和晃、古橋聡 長町英樹、赤井俊文 田村里美、田中裕介 松尾祐輔                                                      | -                          |
| 2ndシーズン                 |                                              |                   |                             |                                                        | |                            |
| 第14話                      | Who is the lady in the castle?               | 土屋理敬          | 高雄統子 原田孝宏           | 原田孝宏                                               | 嶋田和晃、田中裕介                                                                                                   | 松尾祐輔                   |
| 第15話                      | When the spell is broken...                  | 永井千晶          | 益山亮司                    | 黒木美幸                                               | 川妻智美、山田有慶                                                                                                   | 松尾祐輔                   |
| 第16話                      | The light shines in my heart.                | 高橋龍也          | 島津裕行                    | 矢吹勉                                                 | 山田真也 | 松尾祐輔                   |
| 第17話                      | Where does this road lead to?                | 雑破業            | 鈴木健太郎                  | 矢嶋武                                                 | 田村里美、古橋聡 | 松尾祐輔                   |
| 第18話                      | A little bit of courage shows your way.      | 綾奈ゆにこ        | 岡本学                      | 岡本学                                                 | 玉木慎吾、SYNOD | 松尾祐輔                   |
| 第19話                      | If you're lost, let's sing aloud!            | 土屋理敬          | 赤井俊文                    | 赤井俊文                                               | 赤井俊文 | 松尾祐輔                   |
| 第20話                      | Which way should I go to get to the castle?  | 雑破業            | 倉田綾子                    | 倉田綾子                                               | 河合拓也 | 松尾祐輔                   |
| 第21話                      | Crown for each.                              | 永井千晶 土屋理敬 | 鈴木健太郎 柴山智隆         | 柴山智隆                                               | 川妻智美、山田有慶 嶋田和晃                                                                                          | 松尾祐輔                   |
| 第22話                      | The best place to see the stars.             | 高橋龍也          | 益山亮司 長町英樹           | 長町英樹                                               | 和合薫、田中裕介 長町英樹、松尾祐輔                                                                                  | 松尾祐輔                   |
| 第23話                      | Glass Slippers.                              | 土屋理敬          | 舛成孝二                    | 益山亮二                                               | 古橋聡 | 松尾祐輔                   |
| 第24話                      | Barefoot Girl.                               | 綾奈ゆにこ        | 高雄統子                    | 原田孝宏 高雄統子                                      | 赤井俊文 | 松尾祐輔                   |
| 第25話                      | Cinderella Girls at the Ball.                | 高橋龍也          | 鈴木健太郎 高雄統子         | 鈴木健太郎、矢嶋武 益山亮司、岡本学 原田孝宏、高雄統子 | 嶋田和晃、田中裕介 長町英樹、古橋聡 和合薫、滝山真哲 鈴木大、川妻智美 越後光崇、福地友樹 山田有慶、赤井俊文 松尾祐輔 | 松尾祐輔                   |
| 特別編（BD / DVD第9巻収録） |                                              |                   |                             |                                                        | |                            |
| 第26話                      | Anytime, Anywhere with Cinderella.           | 綾奈ゆにこ        | 高雄統子、原田孝宏 赤井俊文 | 高雄統子、原田孝宏 赤井俊文                            | 松尾祐輔、田中裕介 山田有慶、川妻智美 田村里美、赤井俊文                                                             | -                          |

## 放送局
| 放送期間                                       | 放送時間                                        | 放送局       | 対象地域 | 備考                                      |
| ---------------------------------------------- | ----------------------------------------------- | ------------ | -------- | ----------------------------------------- |
| 2015年1月10日 - 4月11日                        | 土曜 0:00 - 0:30（金曜深夜）                    | TOKYO MX     | 東京都   |                                           |
|                                                |                                                 | チバテレ     | 千葉県   |                                           |
|                                                |                                                 | 群馬テレビ   | 群馬県   |                                           |
|                                                |                                                 | 岐阜放送     | 岐阜県   |                                           |
|                                                |                                                 | KBS京都      | 京都府   |                                           |
|                                                |                                                 | BS11         | 日本全域 | 『ANIME+』枠 / リピート放送あり           |
|                                                | 土曜 0:15 - 0:45（金曜深夜）                    | サンテレビ   | 兵庫県   | 4月4日より 0:00 - 0:30                    |
|                                                | 土曜 0:20 - 0:50（金曜深夜）                    | 三重テレビ   | 三重県   |                                           |
|                                                | 土曜 0:30 - 1:00（金曜深夜）                    | テレ玉       | 埼玉県   | チャンネルロゴ表示なしで放送              |
|                                                |                                                 | とちぎテレビ | 栃木県   |                                           |
|                                                | 土曜 1:15 - 1:45（金曜深夜）                    | tvk          | 神奈川県 | 4月4日より 1:00 - 1:30                    |
| 2015年1月14日 - 4月15日                        | 水曜 2:35 - 3:05（火曜深夜）                    | TVQ九州放送  | 福岡県   |                                           |
| 2015年1月25日 - 3月29日 2015年4月5日 - 4月26日 | 日曜 19:30 - 20:00 日曜 0:00 - 0:30（土曜深夜） | AT-X         | 日本全域 | リピート放送あり / 第10話より放送時間変更 |
| 2016年7月5日 - 9月27日                         | 火曜 1:25 - 1:55（月曜深夜）                    | サガテレビ   | 佐賀県   |                                           |

| 放送期間                | 放送時間                   | 放送局             | 備考                             |
| ----------------------- | -------------------------- | ------------------ | -------------------------------- |
| 2015年1月10日 - 4月11日 | 土曜 0:30（金曜深夜） 更新 | バンダイチャンネル | 無料LIVE配信                     |
|                         | 土曜 12:00 更新            | バンダイチャンネル | 見放題配信                       |
| 2015年1月12日 - 4月13日 | 月曜 21:00 - 21:30         | ニコニコ生放送     | 4月20日からは1stシーズンの再放送 |
|                         | 月曜 21:30 更新            | ニコニコチャンネル |                                  |

| 放送期間                | 放送時間                   | 放送局      | 備考                                              |
| ----------------------- | -------------------------- | ----------- | ------------------------------------------------- |
| 2015年1月10日 - 4月11日 | 土曜 0:30（金曜深夜） 更新 | DAISUKI.net | 無料LIVE配信 英語、韓国語、繁体字、簡体字字幕あり |

| 放送期間                 | 放送時間                     | 放送局      | 対象地域 | 備考                            |
| ------------------------ | ---------------------------- | ----------- | -------- | ------------------------------- |
| 2015年7月18日 - 10月17日 | 土曜 0:00 - 0:30（金曜深夜） | TOKYO MX    | 東京都   |                                 |
|                          |                              | チバテレ    | 千葉県   |                                 |
|                          |                              | 群馬テレビ  | 群馬県   |                                 |
|                          |                              | 岐阜放送    | 岐阜県   |                                 |
|                          |                              | KBS京都     | 京都府   |                                 |
|                          |                              | サンテレビ  | 兵庫県   |                                 |
|                          |                              | BS11        | 日本全域 | 『ANIME+』枠 / リピート放送あり |
|                          | 土曜 0:20 - 0:50（金曜深夜） | 三重テレビ  | 三重県   |                                 |
|                          | 土曜 0:30 - 1:00（金曜深夜） | テレ玉      | 埼玉県   |                                 |
|                          |                              | とちテレ    | 栃木県   |                                 |
|                          | 土曜 1:00 - 1:30（金曜深夜） | tvk         | 神奈川県 |                                 |
| 2015年7月22日 - 10月21日 | 水曜 2:35 - 3:05（火曜深夜） | TVQ九州放送 | 福岡県   |                                 |
| 2017年1月9日 - 3月27日   | 火曜 1:25 - 1:55（月曜深夜） | サガテレビ  | 佐賀県   |                                 |

## CD
THE IDOLM@STER CINDERELLA GIRLS ANIMATION PROJECT シリーズ
2015年1月21日から発売されている、テレビアニメで使用された楽曲を収録したサウンドトラックシリーズ。
THE IDOLM@STER CINDERELLA GIRLS STARLIGHT BEST 01 / 02
2015年10月30日発売の配信限定ベストアルバム。テレビアニメで使用された楽曲などからそれぞれ10曲ずつ収録されている。アルバム形式だが単曲でも販売される。
THE IDOLM@STER CINDERELLA GIRLS -ANIMATION FIRST SET- 特典CD
スターターパッケージに付属するCD。島村卯月・渋谷凛・本田未央が歌う「お願い！シンデレラ -JAZZ Rearrange Mix-」と各ソロバージョン3曲の合計4曲を収録。
346Pro IDOL Selection
BD / DVD 完全生産限定版の奇数巻に付属するボーカルCD。新曲と、CINDERELLA PROJECTのソロ楽曲のリアレンジを収録。リアレンジ曲は本来の歌唱キャラクターとは別のキャラクターが歌を担当している。
THE IDOLM@STER CINDERELLA GIRLS 3rdLIVE シンデレラの舞踏会 - Power of Smile - オリジナルCD
2015年11月28・29日に行われたライブイベント「THE IDOLM@STER CINDERELLA GIRLS 3rdLIVE シンデレラの舞踏会 - Power of Smile -」にて販売されたCD。
BD / DVD 完全生産限定版特典ドラマCD
BD / DVD 完全生産限定版の偶数巻に付属する書き下ろしドラマCD。サブタイトルはBD / DVDを参照。
第2巻特典CDの登場キャラクターは、CINDERELLA PROJECTのメンバー14人、プロデューサー。
第4巻特典CDの登場キャラクターは、双葉杏、三村かな子、緒方智絵里、諸星きらり、城ヶ崎莉嘉、赤城みりあ、安部菜々、千川ちひろ、プロデューサー。
第6巻特典CDの登場キャラクターは、城ヶ崎莉嘉、赤城みりあ、佐々木千枝、櫻井桃華、龍崎薫、市原仁奈、安部菜々、スタッフ（声 - 田所陽向）、プロデューサー。
第8巻特典CDの登場キャラクターは、本田未央、アナスタシア、鷺沢文香、橘ありす、新田美波、宮本フレデリカ、塩見周子、速水奏、北条加蓮、神谷奈緒、大槻唯、赤城みりあ、日野茜、高森藍子。
THE IDOLM@STER CINDERELLA GIRLS SUMMER FESTIV@L 2015 会場限定CD 『NO MAKE』
2015年8月2日・23日に行われたライブイベント「THE IDOLM@STER CINDERELLA GIRLS SUMMER FESTIV@L 2015」にて販売された2枚組のCD。『NO MAKE』の1stシーズン分をまとめたもので、Disc.1にepisode #01〜#07、Disc.2にepisode #08〜#13を収録。後に「THE IDOLM@STER CINDERELLA GIRLS 4thLIVE TriCastle Story」のさいたまスーパーアリーナ公演でもアンコールプレスとして販売された。
THE IDOLM@STER CINDERELLA GIRLS 4thLIVE TriCastle Story -346 Castle- 会場オリジナルCD 『NO MAKE 2nd SEASON』
2016年9月・10月に行われたライブイベント「THE IDOLM@STER CINDERELLA GIRLS 4thLIVE TriCastle Story」のさいたまスーパーアリーナ公演にて販売された2枚組のCD。『NO MAKE』の2ndシーズン分をまとめたもので、Disc.1にepisode #14～#19、Disc.2にepisode #20～#25を収録。

## BD / DVD
全9巻。発売・販売元はアニプレックス。完全生産限定版であるBDにはPlayStation 3用グラビア撮影ゲーム『グラビアフォーユー!』と346プロダクションファンクラブ会報「Cinderella Cafe」をセットにした『G4U!パック』がある。元々は毎月発売予定となっていたが分割2クールとなったため1巻と2巻、5巻と6巻の間は2カ月離れている。
BDはデジパック仕様、ジャケットイラストはキャラクターデザインの松尾祐輔描き下ろしで、『G4U!パック』のパッケージイラストはキャラクター原案の杏仁豆腐描き下ろしとなっている。
完全生産限定版と通常版共通で、音声特典のオーディオコメンタリーや映像特典のWEB次回予告などが収録されている。
また、テレビアニメ放送に先がけて完全生産限定版の『THE IDOLM@STER CINDERELLA GIRLS -ANIMATION FIRST SET-』がスターターパッケージとして2014年11月5日に発売された。本編のBD / DVDと特典CDの2枚組で、BD / DVDには2周年記念アニメーションPVと1stLIVEのダイジェスト映像を収録。116ページの特製ムック本などが付属する。
| 巻  | 発売日         | 収録話          | 規格品番          | 規格品番      | 規格品番   | 限定版封入特典 | オーディオコメンタリー                                                                  |
| 巻  | 発売日         | 収録話          | BD限定版          | DVD限定版     | DVD通常版  | 限定版封入特典 | オーディオコメンタリー                                                                  |
| --- | -------------- | --------------- | ----------------- | ------------- | ---------- | --- | --------------------------------------------------------------------------------------- |
| 1   | 2015年4月23日  | 第1話 - 第2話   | ANZX-11901/2      | ANZB-11901/2  | ANSB-11901 | ボーカルCD「346Pro IDOL Selection vol.1」 設定資料集 vol.1 OP・ライブシーン絵コンテ&原画集 映像特典『お正月だよシンデレラガールズ！』ノーカット完全版 | 大橋彩香 福原綾香 原紗友里                                                              |
| 2   | 2015年6月25日  | 第3話 - 第5話   | ANZX-11903/4      | ANZB-11903/4  | ANSB-11903 | 書き下ろしドラマCD「What would you like to do?」 原画集vol.1 特製ピンナップ                                                                           | 大橋彩香 高森奈津美 佳村はるか                                                          |
| 3   | 2015年7月23日  | 第6話 - 第8話   | ANZX-11905/6      | ANZB-11905/6  | ANSB-11905 | ボーカルCD「346Pro IDOL Selection vol.2」 設定資料集 vol.2 特製ピンナップ 映像特典『Special Program』                                                 | 原紗友里 洲崎綾 内田真礼                                                                |
| 4   | 2015年8月27日  | 第9話 - 第11話  | ANZX-11907/8      | ANZB-11907/8  | ANSB-11907 | 書き下ろしドラマCD「Sometimes sweet become bittersweet」 原画集vol.2 特製ピンナップ                                                                   | 五十嵐裕美 松嵜麗 青木瑠璃子                                                            |
| 5   | 2015年9月25日  | 第12話 - 第14話 | ANZX-11909/10     | ANZB-11909/10 | ANSB-11909 | ボーカルCD「346Pro IDOL Selection vol.3」 設定資料集 vol.3 特製ピンナップ                                                                             | 12話・13話出演 福原綾香 黒沢ともよ 山本希望 14話出演 大橋彩香 福原綾香 原紗友里         |
| 6   | 2015年11月26日 | 第15話 - 第17話 | ANZX-11911/12     | ANZB-11911/12 | ANSB-11911 | 書き下ろしドラマCD「Treasure of Exploration」 原画集vol.3 特製ピンナップ                                                                              | 15話出演 早見沙織 三宅麻理恵 佳村はるか 16話・17話出演 高森奈津美 三宅麻理恵 佳村はるか |
| 7   | 2015年12月23日 | 第18話 - 第20話 | ANZX-11913/14     | ANZB-11913/14 | ANSB-11913 | ボーカルCD「346Pro IDOL Selection vol.4」 設定資料集 vol.4 特製ピンナップ                                                                             | 上坂すみれ 大坪由佳 大空直美                                                            |
| 8   | 2016年1月28日  | 第21話 - 第23話 | ANZX-11915/16     | ANZB-11915/16 | ANSB-11915 | 書き下ろしドラマCD「Challenges to change」 原画集vol.4 特製ピンナップ                                                                                 | 原紗友里 青木瑠璃子 松嵜麗                                                              |
| 9   | 2016年2月25日  | 第24話 - 第26話 | ANZX-11917/18     | ANZB-11917/18 | ANSB-11917 | ボーカルCD「346Pro IDOL Selection vol.5」 設定資料集 vol.5 特製ピンナップ 映像特典『Smile History』                                                   | 24話・25話出演 大橋彩香 福原綾香 原紗友里                                               |
| BOX | 2024年5月22日  | 全26話          | ANZX-17401〜17411 | -             | -          | | 上記全てを収録                                                                          |

## 特別番組
放送開始の前週には特別番組『TVアニメ「アイドルマスターシンデレラガールズ放送直前特番」〜お正月だよシンデレラガールズ！〜』が放送された。出演は原紗友里、青木瑠璃子、佳村はるか、松嵜麗。ノーカットの完全版がBD / DVD第1巻限定版に収録されている。第7話の翌週には特別番組『Special Program』が放送された。出演は大橋彩香、福原綾香、原紗友里、武内駿輔。
第2期・第23話翌週にはSpecial Program『Road to LIVE』を放送。出演は、武内駿輔、佳村はるか。続く、第2期・第24話翌週にはSpecial Program『Smile History』を放送。出演は、福原綾香、大橋彩香、原紗友里ほか。

## 漫画
密着！シンデレラ24時
BDの『G4U!パック』に付属する346プロダクションファンクラブ会報「Cinderella Cafe」連載の漫画。全9回。作者は南瓜。
346プロダクション文芸部のオコノギと南瓜が「CINDERELLA PROJECT」のメンバー（Vol.9掲載回のみ美嘉）の日常や仕事に密着取材するという内容。テレビアニメ本編の裏側も描かれるほか、同会報のグラビア写真や「50の質問！」、後述のオーディオドラマなどに関連している場面もある。
アニメ放映記念 応援1コマ
アニメ放映記念キャンペーン第2弾としてゲーム内で公開された全8回の1コマ漫画（8回目は4コマ漫画）。2015年7月10日から2ndシーズン放映開始の7月17日まで毎日更新。
『シンデレラガールズ劇場』と同じ絵柄で主に1stシーズンの展開に関連した内容となっている。
THE IDOLM@STER CINDERELLA GIRLS
テレビアニメ版をベースとするコミカライズ。オリジナルストーリー原案は綾奈ゆにこ、作画は上戸ソウ。
『月刊ComicREX』にて2016年2月号から連載。当初は2015年10月号より連載開始予定だった。作者の体調不良により5月号以降は休載が続き、治療に専念するために同年9月号で連載打ち切りが発表された。

## 書籍
アイドルマスターシンデレラガールズ コンプリートアニメファンブック
2016年5月28日発売。設定資料、キャスト&スタッフインタビュー、原画などの資料を網羅したアニメファンブック。絵コンテ集、スタッフイラスト本、第26話のエンディングのイラストピンナップが松尾祐輔による描き下ろしBOXに封入されている。
アイドルマスター シンデレラガールズ ビジュアルファンブック
2016年8月10日発売。この時点でのアニメ関連イラストをすべて収録したフルカラーの公式ビジュアルブック。キャストインタビューやメッセージ、『月刊ニュータイプ』連載の「デレマガ」（全6回）などの内容も多数収録されている。カバーイラストおよび折り込みピンナップはA-1 Pictures描き下ろし。

## キービジュアル
キービジュアルは上記で発表された第1弾のものとは別に、各属性別のものが5月から順次駅ポスター広告やアニメ公式サイトなどで順次発表された。
以下は各キービジュアルごとに登場するアイドルの一覧（五十音順）。
- 第1弾キービジュアル - 渋谷凛、島村卯月、本田未央
- cuteキービジュアル - 安部菜々、緒方智絵里、輿水幸子、小日向美穂、佐久間まゆ、櫻井桃華、島村卯月、双葉杏、前川みく、三村かな子
- coolキービジュアル - アナスタシア、神谷奈緒、川島瑞樹、神崎蘭子、渋谷凛、白坂小梅、高垣楓、多田李衣菜、新田美波、北条加蓮
- passionキービジュアル - 赤城みりあ、市原仁奈、城ヶ崎美嘉、城ヶ崎莉嘉、高森藍子、十時愛梨、日野茜、星輝子、本田未央、諸星きらり

## CINDERELLA Night
ニワンゴ提供によるニコニコ公式チャンネルにおいて2015年1月5日から設けられている特別放送枠。月曜日の21時からアニメ本編を配信し、21時30分からラジオ『デレラジA』を放送している。ラジオについてはラジオ アイドルマスター シンデレラガールズ『デレラジA』を参照。
1月5日には特別番組「お正月だよシンデレラガールズ！」が配信された。

## フライデーナイトフィーバーキャンペーン
ソーシャルゲーム内で行われているテレビアニメと連動したキャンペーン。毎週限定アイドルやぷちデレラ衣装がプレゼントされるほか、テレビアニメ本編のサイドストーリーを描いたオーディオドラマ『NO MAKE』と『マジックアワー』も配信されている。
『NO MAKE』は、テレビアニメ『THE IDOLM@STER』にて配信された『No Make!』と同じく、その週に放送されたテレビアニメ本編の内容に関連した内容となっており、主に「CINDERELLA PROJECT」のメンバーが話の中心となる。中にはクレジットされていないキャラクターが登場する話もある。ライブイベント会場限定CDに1stシーズンと2ndシーズンに分けて収録された。ライブイベント「THE IDOLM@STER CINDERELLA GIRLS SUMMER FESTIV@L 2015」では朗読劇の『NO MAKE SUMMER FESTIV@L特別編』が実施された。
『マジックアワー』は、346プロダクション所属アイドルがパーソナリティを務めるラジオ番組という内容で、月代わりのパーソナリティとゲストによってトークをする。このコーナーはTwitterを利用してメールを募集しており、1stシーズン終了後も引き続き配信された。『THE IDOLM@STER CINDERELLA GIRLS ANIMATION PROJECT』02～07にはボーナスドラマとしてCINDERELLA PROJECTのメンバーがパーソナリティを務める特別編が収録されている。
| アイドルマスター シンデレラガールズ 1stシーズン        | アイドルマスター シンデレラガールズ 1stシーズン                                  | アイドルマスター シンデレラガールズ 1stシーズン | アイドルマスター シンデレラガールズ 1stシーズン | アイドルマスター シンデレラガールズ 1stシーズン | アイドルマスター シンデレラガールズ 1stシーズン | アイドルマスター シンデレラガールズ 1stシーズン | アイドルマスター シンデレラガールズ 1stシーズン | アイドルマスター シンデレラガールズ 1stシーズン | アイドルマスター シンデレラガールズ 1stシーズン | アイドルマスター シンデレラガールズ 1stシーズン | アイドルマスター シンデレラガールズ 1stシーズン | アイドルマスター シンデレラガールズ 1stシーズン | アイドルマスター シンデレラガールズ 1stシーズン |
| 話数                                                   | 登場人物                                                                         | 登場人物                                        |                                                 |                                                 |                                                 |                                                 |                                                 |                                                 |                                                 |                                                 |                                                 |                                                 |                                                 |
| 話数                                                   | NO MAKE                                                                          | マジックアワー                                  |                                                 |                                                 |                                                 |                                                 |                                                 |                                                 |                                                 |                                                 |                                                 |                                                 |                                                 |
| ------------------------------------------------------ | -------------------------------------------------------------------------------- | ----------------------------------------------- | ----------------------------------------------- | ----------------------------------------------- | ----------------------------------------------- | ----------------------------------------------- | ----------------------------------------------- | ----------------------------------------------- | ----------------------------------------------- | ----------------------------------------------- | ----------------------------------------------- | ----------------------------------------------- | ----------------------------------------------- |
| #1                                                     | 島村卯月、養成所の講師                                                           | 高垣楓、高森藍子、十時愛梨                      |                                                 |                                                 |                                                 |                                                 |                                                 |                                                 |                                                 |                                                 |                                                 |                                                 |                                                 |
| #2                                                     | 双葉杏、新田美波、諸星きらり、赤城みりあ                                         | 高垣楓、佐々木千枝、上条春菜                    |                                                 |                                                 |                                                 |                                                 |                                                 |                                                 |                                                 |                                                 |                                                 |                                                 |                                                 |
| #3                                                     | 島村卯月、渋谷凛、本田未央、プロデューサー                                       | 高垣楓、小日向美穂、小早川紗枝                  |                                                 |                                                 |                                                 |                                                 |                                                 |                                                 |                                                 |                                                 |                                                 |                                                 |                                                 |
| #4                                                     | 島村卯月、渋谷凛、本田未央                                                       | 高垣楓、城ヶ崎美嘉、日野茜                      |                                                 |                                                 |                                                 |                                                 |                                                 |                                                 |                                                 |                                                 |                                                 |                                                 |                                                 |
| #5                                                     | 緒方智絵里、三村かな子、安部菜々、多田李衣菜                                     | 川島瑞樹、堀裕子、片桐早苗                      |                                                 |                                                 |                                                 |                                                 |                                                 |                                                 |                                                 |                                                 |                                                 |                                                 |                                                 |
| #6                                                     | 緒方智絵里、城ヶ崎美嘉、神崎蘭子、三村かな子、諸星きらり                         | 川島瑞樹、速水奏、鷺沢文香                      |                                                 |                                                 |                                                 |                                                 |                                                 |                                                 |                                                 |                                                 |                                                 |                                                 |                                                 |
| #7                                                     | 千川ちひろ、プロデューサー、今西部長                                             | 川島瑞樹、大和亜季、及川雫                      |                                                 |                                                 |                                                 |                                                 |                                                 |                                                 |                                                 |                                                 |                                                 |                                                 |                                                 |
| #SP                                                    | -                                                                                | 川島瑞樹、高森藍子、日野茜                      |                                                 |                                                 |                                                 |                                                 |                                                 |                                                 |                                                 |                                                 |                                                 |                                                 |                                                 |
| #8                                                     | 本田未央、渋谷凛、島村卯月、城ヶ崎莉嘉、双葉杏                                   | 川島瑞樹、輿水幸子、白坂小梅、星輝子            |                                                 |                                                 |                                                 |                                                 |                                                 |                                                 |                                                 |                                                 |                                                 |                                                 |                                                 |
| #9                                                     | 新田美波、前川みく、緒方智絵里、安部菜々、プロデューサー                         | 安部菜々、小早川紗枝、姫川友紀                  |                                                 |                                                 |                                                 |                                                 |                                                 |                                                 |                                                 |                                                 |                                                 |                                                 |                                                 |
| #10                                                    | 城ヶ崎莉嘉、赤城みりあ、諸星きらり、城ヶ崎美嘉、大槻唯                           | 安部菜々、大槻唯、藤本里奈                      |                                                 |                                                 |                                                 |                                                 |                                                 |                                                 |                                                 |                                                 |                                                 |                                                 |                                                 |
| #11                                                    | 小早川紗枝、小日向美穂、白坂小梅、前川みく、多田李衣菜、プロデューサー           | 安部菜々、中野有香、水本ゆかり、椎名法子        |                                                 |                                                 |                                                 |                                                 |                                                 |                                                 |                                                 |                                                 |                                                 |                                                 |                                                 |
| #12                                                    | 島村卯月、渋谷凛、本田未央、アナスタシア、プロデューサー                         | 安部菜々、佐久間まゆ、堀裕子                    |                                                 |                                                 |                                                 |                                                 |                                                 |                                                 |                                                 |                                                 |                                                 |                                                 |                                                 |
| #13                                                    | 島村卯月、今西部長、千川ちひろ、プロデューサー                                   | 高垣楓、島村卯月、渋谷凛、本田未央              |                                                 |                                                 |                                                 |                                                 |                                                 |                                                 |                                                 |                                                 |                                                 |                                                 |                                                 |
| アイドルマスター シンデレラガールズ 1stシーズン 終了後 |                                                                                  |                                                 |                                                 |                                                 |                                                 |                                                 |                                                 |                                                 |                                                 |                                                 |                                                 |                                                 |                                                 |
| 話数                                                   | 登場人物                                                                         | 登場人物                                        | 登場人物                                        |                                                 |                                                 |                                                 |                                                 |                                                 |                                                 |                                                 |                                                 |                                                 |                                                 |
| 話数                                                   | マジックアワー（特別編）                                                         |                                                 |                                                 |                                                 |                                                 |                                                 |                                                 |                                                 |                                                 |                                                 |                                                 |                                                 |                                                 |
| #1                                                     | 城ヶ崎美嘉、新田美波、アナスタシア                                               | 城ヶ崎美嘉、新田美波、アナスタシア              |                                                 |                                                 |                                                 |                                                 |                                                 |                                                 |                                                 |                                                 |                                                 |                                                 |                                                 |
| #2                                                     | 城ヶ崎美嘉、島村卯月、渋谷凛、本田未央                                           | 城ヶ崎美嘉、島村卯月、渋谷凛、本田未央          |                                                 |                                                 |                                                 |                                                 |                                                 |                                                 |                                                 |                                                 |                                                 |                                                 |                                                 |
| #3                                                     | 城ヶ崎美嘉、神崎蘭子                                                             | 城ヶ崎美嘉、神崎蘭子                            |                                                 |                                                 |                                                 |                                                 |                                                 |                                                 |                                                 |                                                 |                                                 |                                                 |                                                 |
| #4                                                     | 城ヶ崎美嘉、双葉杏、三村かな子、緒方智絵里                                       | 城ヶ崎美嘉、双葉杏、三村かな子、緒方智絵里      |                                                 |                                                 |                                                 |                                                 |                                                 |                                                 |                                                 |                                                 |                                                 |                                                 |                                                 |
| #5                                                     | 城ヶ崎美嘉、城ヶ崎莉嘉、赤城みりあ、諸星きらり                                   | 城ヶ崎美嘉、城ヶ崎莉嘉、赤城みりあ、諸星きらり  |                                                 |                                                 |                                                 |                                                 |                                                 |                                                 |                                                 |                                                 |                                                 |                                                 |                                                 |
| #6                                                     | 城ヶ崎美嘉、前川みく、多田李衣菜                                                 | 城ヶ崎美嘉、前川みく、多田李衣菜                |                                                 |                                                 |                                                 |                                                 |                                                 |                                                 |                                                 |                                                 |                                                 |                                                 |                                                 |
| #7                                                     | 前川みく、多田李衣菜                                                             | 前川みく、多田李衣菜                            |                                                 |                                                 |                                                 |                                                 |                                                 |                                                 |                                                 |                                                 |                                                 |                                                 |                                                 |
| #8                                                     | 前川みく、双葉杏、安部菜々                                                       | 前川みく、双葉杏、安部菜々                      |                                                 |                                                 |                                                 |                                                 |                                                 |                                                 |                                                 |                                                 |                                                 |                                                 |                                                 |
| #9                                                     | 塩見周子、小早川紗枝                                                             | 塩見周子、小早川紗枝                            |                                                 |                                                 |                                                 |                                                 |                                                 |                                                 |                                                 |                                                 |                                                 |                                                 |                                                 |
| #10                                                    | 相葉夕美、高森藍子                                                               | 相葉夕美、高森藍子                              |                                                 |                                                 |                                                 |                                                 |                                                 |                                                 |                                                 |                                                 |                                                 |                                                 |                                                 |
| #11                                                    | 一ノ瀬志希、宮本フレデリカ                                                       | 一ノ瀬志希、宮本フレデリカ                      |                                                 |                                                 |                                                 |                                                 |                                                 |                                                 |                                                 |                                                 |                                                 |                                                 |                                                 |
| #12                                                    | 向井拓海、藤本里奈、片桐早苗                                                     | 向井拓海、藤本里奈、片桐早苗                    |                                                 |                                                 |                                                 |                                                 |                                                 |                                                 |                                                 |                                                 |                                                 |                                                 |                                                 |
| #13                                                    | 本田未央、島村卯月、渋谷凛                                                       | 本田未央、島村卯月、渋谷凛                      |                                                 |                                                 |                                                 |                                                 |                                                 |                                                 |                                                 |                                                 |                                                 |                                                 |                                                 |
| アイドルマスター シンデレラガールズ 2ndシーズン        |                                                                                  |                                                 |                                                 |                                                 |                                                 |                                                 |                                                 |                                                 |                                                 |                                                 |                                                 |                                                 |                                                 |
| 話数                                                   | 登場人物                                                                         | 登場人物                                        |                                                 |                                                 |                                                 |                                                 |                                                 |                                                 |                                                 |                                                 |                                                 |                                                 |                                                 |
| 話数                                                   | NO MAKE                                                                          | マジックアワー                                  |                                                 |                                                 |                                                 |                                                 |                                                 |                                                 |                                                 |                                                 |                                                 |                                                 |                                                 |
| #14                                                    | 三村かな子、緒方智絵里、双葉杏、島村卯月、プロデューサー                         | 小日向美穂、白坂小梅、道明寺歌鈴                |                                                 |                                                 |                                                 |                                                 |                                                 |                                                 |                                                 |                                                 |                                                 |                                                 |                                                 |
| #15                                                    | 前川みく、多田李衣菜、城ヶ崎莉嘉、新田美波                                       | 小日向美穂、堀裕子、上条春菜                    |                                                 |                                                 |                                                 |                                                 |                                                 |                                                 |                                                 |                                                 |                                                 |                                                 |                                                 |
| #16                                                    | 神崎蘭子、アナスタシア、三村かな子、プロデューサー                               | 小日向美穂、上田鈴帆、難波笑美                  |                                                 |                                                 |                                                 |                                                 |                                                 |                                                 |                                                 |                                                 |                                                 |                                                 |                                                 |
| #17                                                    | 島村卯月、渋谷凛、本田未央、城ヶ崎美嘉                                           | 小日向美穂、龍崎薫、櫻井桃華、佐々木千枝        |                                                 |                                                 |                                                 |                                                 |                                                 |                                                 |                                                 |                                                 |                                                 |                                                 |                                                 |
| #18                                                    | 本田未央、北条加蓮、神谷奈緒                                                     | 小早川紗枝、浜口あやめ、脇山珠美、市原仁奈      |                                                 |                                                 |                                                 |                                                 |                                                 |                                                 |                                                 |                                                 |                                                 |                                                 |                                                 |
| #19                                                    | 多田李衣菜、前川みく、木村夏樹、安部菜々、プロデューサー                         | 小早川紗枝、木村夏樹、松永涼                    |                                                 |                                                 |                                                 |                                                 |                                                 |                                                 |                                                 |                                                 |                                                 |                                                 |                                                 |
| #20                                                    | 美城常務、今西部長、プロデューサー、千川ちひろ                                   | 速水奏、宮本フレデリカ、橘ありす                |                                                 |                                                 |                                                 |                                                 |                                                 |                                                 |                                                 |                                                 |                                                 |                                                 |                                                 |
| #21                                                    | マスタートレーナー、白坂小梅、神崎蘭子、新田美波、諸星きらり、安部菜々、本田未央 | 速水奏、塩見周子、鷺沢文香                      |                                                 |                                                 |                                                 |                                                 |                                                 |                                                 |                                                 |                                                 |                                                 |                                                 |                                                 |
| #22                                                    | 橘ありす、白坂小梅、城ヶ崎莉嘉、赤城みりあ、速水奏、プロデューサー               | 速水奏、渋谷凛、神谷奈緒、北条加蓮              |                                                 |                                                 |                                                 |                                                 |                                                 |                                                 |                                                 |                                                 |                                                 |                                                 |                                                 |
| #23                                                    | 小日向美穂、三村かな子、緒方智絵里、前川みく、プロデューサー                     | 新田美波、 白坂小梅、アナスタシア               |                                                 |                                                 |                                                 |                                                 |                                                 |                                                 |                                                 |                                                 |                                                 |                                                 |                                                 |
| #SP1                                                   | -                                                                                | 双葉杏、諸星きらり                              |                                                 |                                                 |                                                 |                                                 |                                                 |                                                 |                                                 |                                                 |                                                 |                                                 |                                                 |
| #24                                                    | 島村卯月、渋谷凛、神谷奈緒                                                       | 新田美波、高垣楓、川島瑞樹                      |                                                 |                                                 |                                                 |                                                 |                                                 |                                                 |                                                 |                                                 |                                                 |                                                 |                                                 |
| #SP2                                                   | -                                                                                | 渋谷凛、本田未央、島村卯月                      |                                                 |                                                 |                                                 |                                                 |                                                 |                                                 |                                                 |                                                 |                                                 |                                                 |                                                 |
| #25                                                    | 島村卯月、渋谷凛、本田未央、プロデューサー                                       | 島村卯月、小日向美穂、城ヶ崎美嘉                |                                                 |                                                 |                                                 |                                                 |                                                 |                                                 |                                                 |                                                 |                                                 |                                                 |                                                 |

## 受賞歴
- ニュータイプアニメアワード2015
  - キャラクターデザイン賞